# Терешево
Терешево (пол. Tereszewo, нім. Resendorf) — село в Польщі, у гміні Кужентник Новомейського повіту Вармінсько-Мазурського воєводства.
Населення — 551 особа (2011).
У 1975-1998 роках село належало до Торунського воєводства.

## Демографія
Демографічна структура станом на 31 березня 2011 року:
|          | Загалом | Допрацездатний вік | Працездатний вік | Постпрацездатний вік |
| -------- | ------- | ------------------ | ---------------- | -------------------- |
| Чоловіки | 280     | 59                 | 193              | 28                   |
| Жінки    | 271     | 59                 | 161              | 51                   |
| Разом    | 551     | 118                | 354              | 79                   |